# János Krizmanich
János Krizmanich (ur. 27 stycznia 1889 w Kroatisch Minihof, zm. 26 lipca 1944 w Budapeszcie) – węgierski gimnastyk, medalista olimpijski.
Uczestniczył w rywalizacji na V Letnich Igrzyskach olimpijskich rozgrywanych w Sztokholmie w 1912 roku. Startował tam w dwóch konkurencjach gimnastycznych. W wieloboju indywidualnym, z wynikiem 115 punktów, zajął 19. miejsce na 44 startujących zawodników. W wieloboju drużynowym w systemie standardowym zajął z drużyną drugie miejsce, przegrywając jedynie z drużyną włoską.
Reprezentował barwy budapesztańskiego klubu BTC.